# Platyptilia eberti
Platyptilia eberti là một loài bướm đêm thuộc họ Pterophoroidea. Nó được tìm thấy ở Luzon.
Sải cánh dài ca. 17 mm. Con trưởng thành bay vào tháng 11.

## Etymology
The species is called after Mr W. Ebert, one of the collectors.